# Dischwefeldichlorid
Dischwefeldichlorid ist eine anorganische chemische Verbindung aus der Gruppe der Schwefelchloride, die vor allem als Sulfidierungs- und Chlorierungsmittel eingesetzt wird.

## Herstellung
S2Cl2 wird erzeugt durch Chlorierung von elementarem Schwefel:
{\displaystyle {\ce {S8 + 4Cl2 -> 4S2Cl2}}} (ΔH = −58,2 kJ/mol S2Cl2)
Mit überschüssigem Chlor reagiert das Produkt in Gegenwart von Eisenchloriden weiter zu Schwefeldichlorid:
{\displaystyle {\ce {S2Cl2 + Cl2 -> 2SCl2}}} (ΔH = −40,6 kJ/mol)
Praktisch erfolgt die Herstellung durch Einleiten von Chlor in geschmolzenen Schwefel und anschließende fraktionierte Destillation. Industriell erfolgt die Chlorierung kontinuierlich bei 240 °C. Das Nebenprodukt Schwefeldichlorid wird durch Erhitzen zum Rückfluss unter Zugabe von Schwefel in Dischwefeldichlorid überführt.

## Eigenschaften

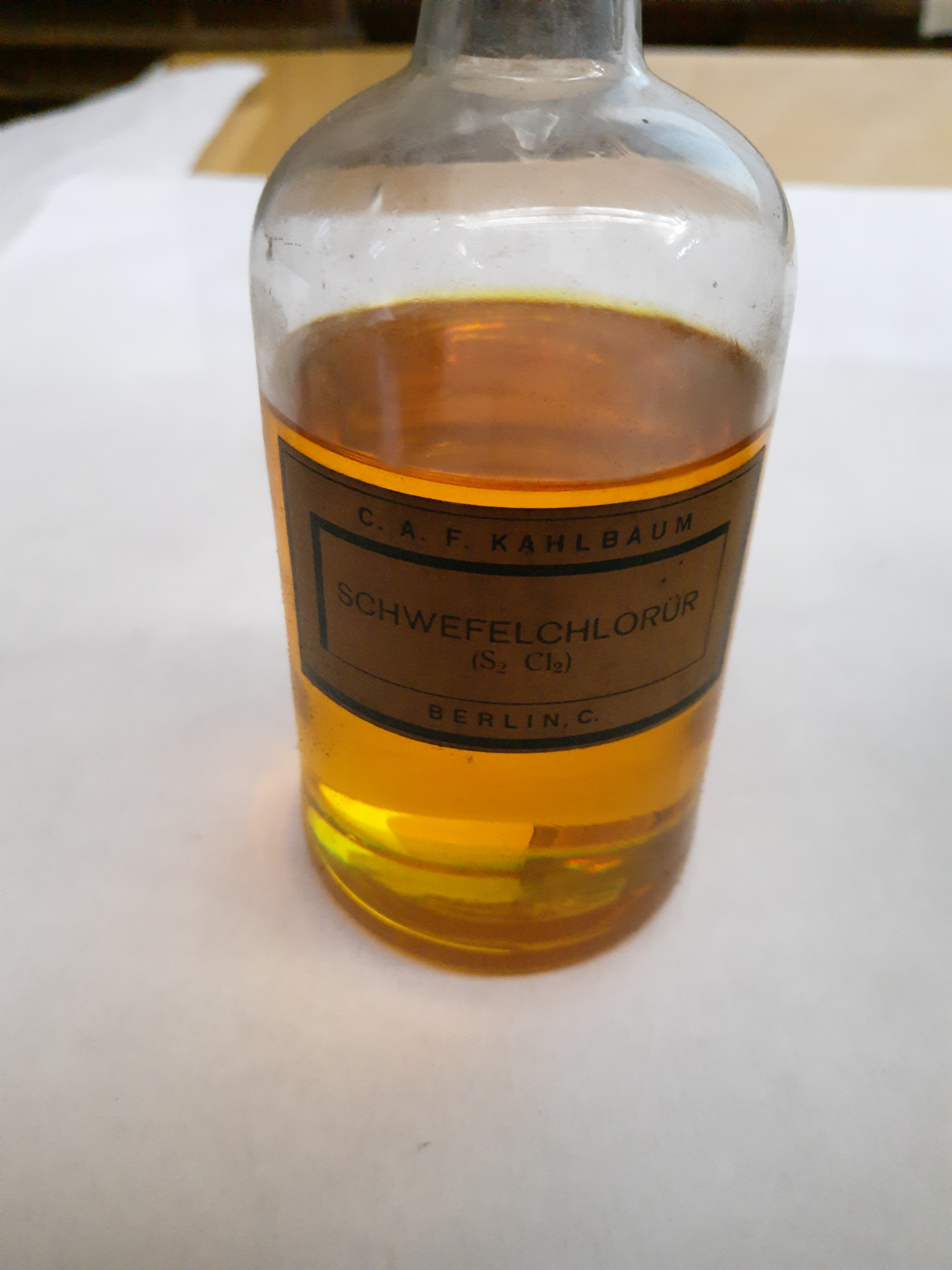
Eine Flasche gefüllt mit Dischwefeldichlorid

### Physikalische Eigenschaften
Dischwefeldichlorid ist eine klare goldgelbe, rauchende, ölige Flüssigkeit mit einem durchdringenden erstickenden Geruch, die sich in Kohlenstoffdisulfid löst und bei Normaldruck bei 138 °C siedet. Die Dampfdruckfunktion ergibt sich nach Antoine entsprechend log10(P) = A−(B/(T+C)) (P in bar, T in K) mit A = 4,0648, B = 1417,43 und C = −61.685 im Temperaturbereich von 266 bis 411 K. Die Wärmekapazität beträgt bei 25 °C 124,3 J·mol−1·K−1 bzw. 0,92 J·g−1·K−1. Es besitzt eine Viskosität von 0,9 mPa·s bei 20 °C.

### Chemische Eigenschaften
Die Verbindung reagiert mit Wasser zu einer Vielzahl von Produkten wie Schwefel, Chlorwasserstoff, Schwefeldioxid, Schwefelwasserstoff und Thiosulfat. In Dischwefeldichlorid können bei Raumtemperatur bis zu 67 % Schwefel gelöst werden, wobei dieser beim Erwärmen teilweise unter Ausbildung von kettenförmigen Chlorsulfanen SnCl2 mit n > 2 eingebaut wird.
Dischwefeldichlorid ist ein Sulfidierungs- und Chlorierungsmittel, das sich einerseits wie gelöstes Chlor verhält, andererseits aber mit einer Vielzahl (organischer) Verbindungen Kohlenstoff-Schwefel-Bindungen ausbildet.
In der organischen Synthesechemie dient es als Reagenz zur Herstellung verschiedener schwefelhaltiger organischen Verbindungen. So können Thioketone und Thioaldehyde durch die Umsetzung mit Hydrazonen erhalten werden. Die Additionsreaktion an Alkene ergibt über primäre Additionszwischenprodukte die entsprechenden Episulfide. Über Substitutionsreaktionen mit Aromaten können Disulfide gewonnen werden. Durch die Umsetzung mit Oximen sind heterocyclische Verbindungen des Typs der Dithiazole zugänglich.

## Verwendung
Dischwefeldichlorid wird industriell verwendet zur Herstellung von:
- Additiven für Hochdruckschmiermittel und Schneidöle
- Kautschuk-Vulkanisationsmitteln[8]
- Schwefeldichlorid
- anderen organischen Schwefelverbindungen, die ihrerseits zur Herstellung von Pharmazeutika, Pflanzenschutzmitteln, Farbstoffen und Kautschuk verwendet werden
- Chlorierung von Dicarbonsäuren, von z. B. Oxalsäure (Ethandisäure) zu Oxalylchlorid

Es dient auch als Katalysator bei Chlorierungsreaktionen, z. B. Chlorierung von Essigsäure.

## Sicherheitshinweise
Dischwefeldichlorid ist ein Ausgangsstoff zur Herstellung von chemischen Kampfstoffen und steht deshalb unter Ausfuhrkontrolle.